# De Meije (dorp)
De Meije of Meije is een langgerekt lintdorp in het Nederlandse Groene Hart, langs het gelijknamige riviertje, de Meije. Het westelijke uiteinde is niet ver van Zwammerdam en Bodegraven. Andere naburige plaatsen zijn Zegveld, Woerdense Verlaat en Nieuwkoop. De Meije heeft ongeveer 400 inwoners, verdeeld over drie gemeenten (Bodegraven-Reeuwijk, Woerden en Nieuwkoop), en over twee provincies (Zuid-Holland en Utrecht). Het gedeelte dat bij Woerden hoort, wordt Stichtse Meije of Zegveldse Meije genoemd.

## Water en statistische indeling
De Meije ligt aan het gelijknamige riviertje de Meije, een zijrivier van de Oude Rijn. De meeste huizen liggen aan de dijkweg, die meekronkelt met de zuidoever van de rivier. Aan de westzijde wijken weg en rivier uiteen: de weg kronkelt verder in de richting van Bodegraven, het riviertje volgt een rechte koers naar Zwammerdam.
Een deel van de huizen van De Meije ligt aan de overzijde van het water. Dit deel hoort bij Nieuwkoop. Diverse sloten verbinden de rivier met de Nieuwkoopse Plassen, verder naar het noorden.
Ook aan de zuidzijde maakt De Meije deel uit van een waterrijk veenweidegebied, met ten zuiden van de dorpskerk (zie onder) de Meijepolder en ten oosten ervan de Polder Zegvelderbroek. Aan het oostelijke uiteinde van De Meije ligt de polder Achttienhoven. De huizen daar zijn ingedeeld bij Woerdense Verlaat. Daardoor is het dorp volgens de postale woonplaatsenindeling van Nederland zelfs verdeeld over vier woonplaatsen: Woerdense Verlaat, Zegveld, Bodegraven en Nieuwkoop.

## Bezienswaardigheden

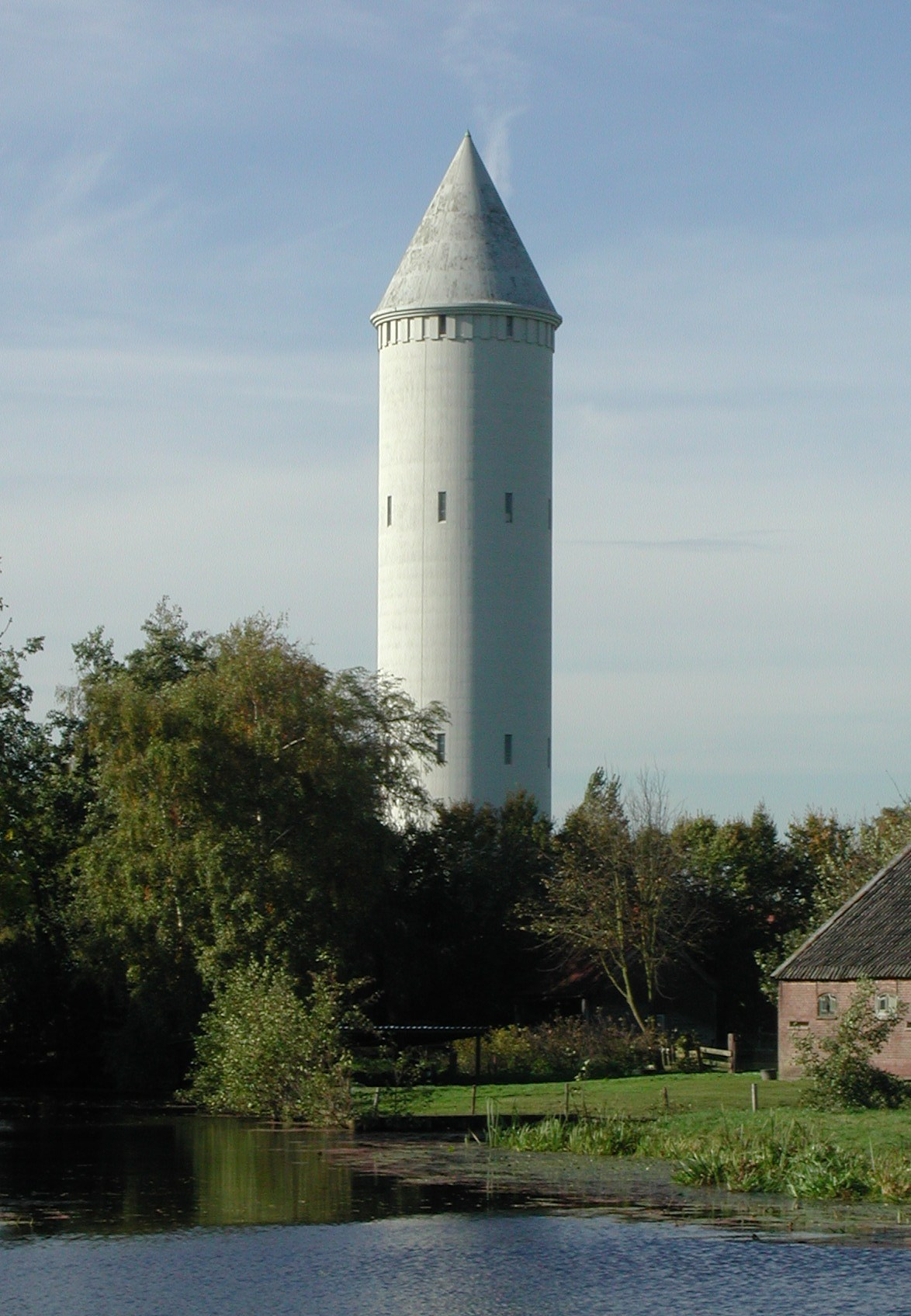
watertoren Pietje Potlood

In De Meije staat een opvallend hoge witte watertoren, in de omgeving ook wel Pietje Potlood genoemd, die vanaf grote afstand herkenbaar is.
Ook is er een rooms-katholieke kerk, de Onze Lieve Vrouw Geboortekerk, bestaande sinds 1873 en een gemeentelijk monument.
Verder bevinden zich in De Meije een basisschool, een aantal horecagelegenheden en een camping.

## Vervoer
Openbaar vervoer is er in de vorm van een buurtbus (724 van Qbuzz ook wel Buurtbus De Meije genoemd), die een cirkelroute rijdt langs de plaatsen: Bodegraven – Zwammerdam – De Meije – Zegveld – Woerden – Nieuwerbrug – Waarder – Driebruggen en terug naar Bodegraven. Deze route wordt ook in tegengestelde richting gereden.
Vanaf de watertoren kunnen fietsers en voetgangers via het Meijepad naar Zuidhoek, het dichtstbijzijnde onderdeel van Nieuwkoop, aan de overzijde van de Nieuwkoopse plassen. Het bestaat zeker sinds de 19e eeuw als kerkepad, ooit het Oortjespad genoemd vanwege de tol die de kerkgangers onderweg moesten betalen. In de 20e eeuw is het geasfalteerd. Het is rond 2016 gesplitst in een apart fiets- en voetpad, waarbij het asfalt is vervangen door beton.

## Natuur
De Meije was een van de weinige plaatsen in Nederland waar het Duingentiaanblauwtje (een uitgestorven vlinder) voorkwam.

## Bekende (ex-)inwoners
- acteur Bram van der Vlugt is er woonachtig geweest
- zangeres Marijne van der Vlugt (dochter van de acteur Bram van der Vlugt) is er op 5 oktober 1965 geboren